# The Brotherhood : Le Pacte
Pour les articles homonymes, voir Brotherhood.
Série The Brotherhood
Brotherhood 2 : Les Initiés
(2001)
Pour plus de détails, voir Fiche technique et Distribution.
The Brotherhood : Le Pacte (The Brotherhood) est un film d'horreur homoérotique américain produit et réalisé par David DeCoteau, sorti en 2001.

## Synopsis
Chris Chandler, un étudiant de l'université Drake, a un nouveau colocataire, Dan, qui devient un ami. Un autre étudiant est retrouvé mort sur le campus. Il faisait partie d'une fraternité, Delta Tau Omega. Invité à une fête de Delta Tau Omega, Chris est enivré par leur chef, Devon, qui profite de son ivresse pour en faire un nouveau membre en lui faisant boire un peu de son sang. Dan, inquiet des changements chez Chris, s'introduit dans le local de DTO et découvre des faits troublants sur Devon.

## Fiche technique
Sauf indication contraire, les informations mentionnées dans cette section peuvent être confirmées par la base de données cinématographiques IMDb,  présente dans la section « Liens externes ».
- Titre original : The Brotherhood
- Titre français : The Brotherhood : Le Pacte
- Réalisation : David DeCoteau
- Scénario : Barry L. Levy et Jason Walsh Matthew
- Musique : Jeffrey Walton
- Décors : Mark A. Thomson
- Costumes : Edward Reno Hibbs
- Photographie : Howard Wexler
- Montage : J.R. Bookwalter
- Production : David DeCoteau
- Société de production : Rapid Heart Pictures
- Société de distribution : Regent Entertainment
- Pays de production :  États-Unis
- Langue originale : anglais
- Format : couleur
- Genre : horreur homoérotique
- Durée : 85 minutes
- Dates de sortie :
  - États-Unis : 25 septembre 2001
  - France : 13 octobre 2005 (télévision)

## Distribution
- Samuel Page : Chris Chandler
- Josh Hammond : Dan
- Bradley Stryker : Devon Eisley
- Elizabeth Bruderman : Megan
- Forrest Cochran : Barry
- Michael Lutz : Jordan
- Donnie Eichar : Mikhail
- Christopher Cullen : Frat Slob #1
- Brandon Beemer : Frat Slob #2
- Brian Bianchini : Frat Slob #3
- Chloe Cross : Sandy
- Rebekah Ryan : la femme fêtarde

## Production
Le tournage a lieu à Los Angeles, en Californie, et au Mexique.